# گابریل دستره
گابریل دِستره (فرانسوی: Gabrielle d'Estrées‎؛ ‏ فرانسوی: [ɡabʁijɛl dɛstʁe] ؛ ‏ ۱۵۷۳ میلادی – ۱۰ آوریل ۱۵۹۹) معشوقه، محرم اسرار و مشاور هانری چهارم، پادشاه فرانسه بود. او به خاطر نقشش در پایان دادن به جنگ‌های مذهبی داخلی که بیش از ۳۰ سال فرانسه را گرفتار کرده بود، مشهور است.
او هانری را متقاعد کرد که پروتستانتیسم را به نفع کاتولیک در سال ۱۵۹۳ کنار بگذارد. بعداً او کاتولیک‌های فرانسوی را ترغیب کرد که فرمان نانت را بپذیرند که حقوق خاصی به پروتستان‌ها می‌داد. از آنجایی که از نظر قانونی برای پادشاه غیرممکن بود که با او ازدواج کند، زیرا قبلاً با مارگارت والوآ ازدواج کرده بود، او در فوریه ۱۵۹۹ از پاپ کلمنت هشتم درخواست لغو زناشویی‌اش را کرد تا به ازدواج اول بدون فرزند خود پایان دهد، و اعلام کرد که قصد دارد با گابریل ازدواج کند و او را با تاج‌گذاری ملکه بعدی فرانسه کند، و سه فرزندی را که خارج از عهد ازدواج به‌دنیا آورده بود، مشروعیت بخشد. تاج‌گذاری و ازدواج گابریل به دلیل مرگ نابهنگام و ناگهانی‌اش هرگز اتفاق نیفتاد.

## اوایل زندگی
گابریل دِستره در کاخ بوردزیه در مولوی سور لوآر در تورن یا در کاخ کوور در پیکاردی به دنیا آمد. پدر و مادر او آنتوان دستره مارکیز کوور و پدرش فرانسواز بابو د بوردزیه بودند. زنان خانواده او، به ویژه از طرف مادرش، به دلیل زیبایی در دربار سلطنتی فرانسه مورد توجه بودند. خواهرش دایان معشوقه دوکِ ایپرنون شد و عمه‌اش ایزابل نیز همین رابطه را با صدراعظم فیلیپ اورو دو شورنی داشت.

## معشوقه سلطنتی
در نوامبر ۱۵۹۰، هانری چهارم، پادشاه فرانسه عاشق گابریل دستره شد. گابریل در میانه مبارزه تلخ هانری چهارم با اتحادیه کاتولیک به یکی از معشوقه‌های متعدد او تبدیل شد. اگرچه او با مارگارت والوآ ازدواج کرده بود، هانری و گابریل آشکارا با یکدیگر عشق می‌ورزیدند. پدرش که با نگرانی در صدد نجات دخترش از این گرفتاری خطرناک بود، او را به عقدا نیکلا دامروال دو لیانکور فئودال لیانکورت درآورد اگرچه این ازدواج با خوشبختی همراه نبود و در سال ۱۵۹۵ فسخ شد.
گابریل که به شدت به هانری چهارم وفادار بود، او را در طول لشگرکشی‌هایش همراهی کرد. حتی زمانی که بارداری سنگینی داشت، او اصرار داشت که در چادر او در نزدیکی میدان جنگ زندگی کند و مطمئن شود که لباس‌هایش تمیز است و بعد از جنگ غذای خوبی می‌خورد و مکاتبات روزانه را در حین جنگ انجام می‌داد. از آنجایی که او باهوش و واقع‌بین بود، هانری چهارم اسرار خود را به او می‌گفت و از توصیه‌های او پیروی کرد. زمانی که این دو از هم جدا بودند، هانری مکرراً نامه‌هایی به او در طول سفرهای موقت خود در اردوگاه‌های جنگی می‌نوشت.
گابریل که یک کاتولیک به دنیا آمد، می‌دانست که بهترین راه برای پایان دادن به جنگ‌های مذهبی این است که خودِ هانری چهارم کاتولیک شود. استدلال او این بود که پیروان و پایگاه اصلی اتحادیه کاتولیک در پاریس و روئن پس از انصراف از پروتستانتیسم از او حمایت خواهند کرد، و همچنین می‌توان شهروندان را متقاعد کرد که در مقابل اتحادیه کاتولیک در کنار او قرار گیرند، اگر آنها متوجه شوند که این اتحادیه دست‌نشانده یا مهره‌ای از قدرت‌های خارجی است. هانری در ۲۵ ژوئیه ۱۵۹۳، با تشخیص منطق استدلال او، زمانی که پروتستانتیسم را برای همیشه کنار گذاشت، ظاهراً اعلام کرد که «پاریس ارزش برگزاری مراسم عشای ربانی را دارد». این امر او را قادر ساخت تا در ۲۷ فوریه ۱۵۹۴ به عنوان پادشاه فرانسه تاج گذاری کند. هانری چهارم همچنین ترتیبی داد که ازدواج گابریل با لیانکور در همان سال لغو شود.
در ۷ ژوئن ۱۵۹۴، اولین فرزند آنها به دنیا آمد: پسری به نام سزار دوبوربون، دوک آینده واندوم. در ۴ ژانویه ۱۵۹۵، هانری چهارم رسماً پسرش را در متنی که توسط پارلمان پاریس تأیید شده بود، به رسمیت شناخت و مشروعیت بخشید. در آن متن، او همچنین گابریل دستره را به عنوان مادر پسرش و به عنوان «شایسته‌ترین شهروند لایق دوستی ما» شناخت. به عبارت دیگر، هانری چهارم از پارلمان پاریس خواست تا موقعیت گابریل را به عنوان معشوقه خود رسماً تأیید کند. در سال ۱۵۹۶، او را مارکیزه دو مونسو ساخت، و گابریل از املاک کاترین مدیچی قلعه مونسو را در حراجی به قیمت ۳۹٬۰۰۰ اکوس، پولی که احتمالاً هانری به او داده بود، خرید. در سال بعد، او را دوشس دو بوفور، یکی از بالاترین سطوح نجیب‌زادگی در فرانسه نمود.
هانری چهارم همچنین دو فرزند دیگر را که با گابریل داشت به رسمیت شناخته و مشروعیت بخشید: کاترین-هنریت دو بوربون، دختری متولد ۱۵۹۶، و یک پسر دیگر الکساندر دو بوربون، پسری متولد ۱۵۹۸. رابطه بین هانری و گابریل برای برخی از اعضای اشراف فرانسوی چندان خوشایند نبود و شب‌نامه‌های بدخواهانه منتشر شد که دوشس جدید را مسئول بسیاری از بدبختی‌های ملی می‌دانست. یکی از شرورترین لقب‌هایی که به گابریل نسبت داده می‌شود، «لا دوشس دورور» («دوشس پلیدی») بود.
گابریل مهم‌ترین دیپلمات هانری چهارم شد و از دوستان زن خود در میان خانواده‌های مختلف اتحادیه کاتولیک برای ایجاد صلح استفاده کرد. در مارس ۱۵۹۶، هانری به گابریل و خواهرش کاترین مجموعه‌ای از کلیدهای طلایی داد که به آنها کرسی‌هایی در شورای او داد. این هدیه به قدری گابریل را خشنود کرد که او تصمیم گرفت کلیدهای کوچک را زنجیری به گردن بیندازد.

## مرگ و وقایع پس از آن
هانری چهارم پس از درخواست از پاپ کلمنت هشتم برای لغو ازدواج رسمی پیشین و اختیار برای ازدواج مجدد، در مارس ۱۵۹۹ حلقه تاج‌گذاری خود را به معشوقه خود داد. گابریل که از برگزاری عروسی مطمئن بود، اظهار داشت: «فقط خدا یا مرگ پادشاه می‌تواند به اقبال من پایان دهد». چند روز بعد، در ۹ آوریل، او دچار حمله اکلامپسی شد و پسری مرده به دنیا آورد. پادشاه در کاخ فونتن‌بلو بود که خبر بیماری گابریل به او رسید. روز بعد، ۱۰ آوریل ۱۵۹۹، در حالی که هانری در راه بود، گابریل در پاریس درگذشت.
پادشاه دچار ماتم بشد، به ویژه با توجه به شایعه‌ای که به‌طور گسترده در مورد مسموم شدن گابریل وجود داشت. او در عزاداری سیاه پوشید، کاری که هیچ پادشاه قبلی فرانسه انجام نداده بود. او مراسم تشییع جنازه‌ای در سطح یک ملکه برای او ترتیب داد. تابوت او در میان صفوفی از شاهزادگان، شاهزاده خانم‌ها و اشراف به کلیسای سن ژرمن لوکسروا در پاریس برای مراسم عزاداری منتقل شد. او که در تاریخ فرانسه و یک آواز قدیمی با لقب «گابریل زیبا» در یادها ماند، در نوتردام لا رویال در صومعه ابیسون واقع در سن اوآن لومون (ول-دوآز، ایل-دو-فرانس) به خاک سپرده شد.
اعتقاد بر این است که کتابی پس از مرگ او به نام «خاطرات پنهانی گابریل دِستره» توسط یکی از دوستان او نوشته شده است.

## بیشتر بخوانید
- Eudes de Mézeray, François Abrégé chronologique de l'Histoire de France 3 vols. Paris: Chez Claude Robustel, 1717.
- Sully, Maximilien de Béthune, Mémoires du duc de Sully, Paris: Chez Étienne Ledoux, 1828.
- Fleischhauer, Wolfram Die Purpurlinie, Stuttgart, 1996 A semi-academic work in the form of a novel on her life (German)
- Fleischhauer, Wolfram La ligne pourpre, Paris: J.-C. Lattès, 2005.